# Hossein Mehraban
Hossein Mehraban (tiếng Ba Tư: حسین مهربان) là một tiền đạo bóng đá người Iran hiện tại thi đấu cho câu lạc bộ Iran Padideh ở Persian Gulf Pro League.

## Sự nghiệp câu lạc bộ

### Padideh
Anh gia nhập Padideh vào tháng 11 năm 2014 cùng với hợp đồng 3 năm. Anh có màn ra mắt cho Padideh ở Iran Pro League 2014–15 trước Esteghlal Khuzestan thay cho Bahodir Nasimov.

## Sự nghiệp quốc tế

### Under–17
Mehraban cùng với Đội tuyển bóng đá U-17 quốc gia Iran tham dự Giải vô địch bóng đá U-17 thế giới 2013.

### U–20
Anh được triệu tập vào Đội tuyển bóng đá U-20 quốc gia Iran bởi Ali Doustimehr để tham dự Giải vô địch bóng đá U-19 châu Á 2014.

## Thống kê sự nghiệp câu lạc bộ
Tính đến 5 tháng 3 năm 2015
| Câu lạc bộ          | Hạng đấu            | Mùa giải            | Giải vô địch | Giải vô địch | Cúp Hazfi | Cúp Hazfi | Châu Á  | Châu Á    | Tổng    | Tổng      |
| Câu lạc bộ          | Hạng đấu            | Mùa giải            | Số trận      | Bàn thắng    | Số trận   | Bàn thắng | Số trận | Bàn thắng | Số trận | Bàn thắng |
| ------------------- | ------------------- | ------------------- | ------------ | ------------ | --------- | --------- | ------- | --------- | ------- | --------- |
| Padideh             | Pro League          | 2014–15             | 1            | 0            | 0         | 0         | –       | –         | 1       | 0         |
| Tổng cộng sự nghiệp | Tổng cộng sự nghiệp | Tổng cộng sự nghiệp | 1            | 0            | 0         | 0         | 0       | 0         | 1       | 0         |